# Beatrice Rana
Beatrice Rana (Copertino, 22 januari 1993) is een Italiaans pianiste.

## Biografie
Beatrice Rana werd geboren in een muzikale familie en begon als vierjarige piano te spelen. Met 16 jaar beëindigde ze haar piano- en compositiestudie aan het Conservatorio di Musica Nino Rota in Monopoli. Daarna studeerde ze achtereenvolgens in Hannover en Rome. Ze won bij verschillende internationale piano-concoursen de eerste prijs. Ze is woonachtig in Rome.
Ze is een veelgevraagd soliste. Zo trad ze op in de Tonhalle Zürich, het Konzerthaus in Wenen en festivals zoals die in Verbier. Ze was soliste voor verschillende gerenommeerde orkesten.
Rana won diverse prijzen. In 2017 kreeg zij een Edison voor haar opname van de Goldbergvariaties van Bach. In 2022 won zij een prijs van Opus Klassik voor haar album met de Etudes van Chopin. In datzelfde jaar mocht zij de Ackman Prize in ontvangst nemen.

## CD-opnames
- 2012: Chopin: 26 Préludes, Skrjabin: Klaviersonate Nr. 2 Sonate Nr. 2 op. 19.
- 2013: Beatrice Rana, Silver Medalist (Harmonia Mundi),
- 2016: Prokofjev: Pianoconcert Nr. 2, Tsjaikovski: Pianoconcert Nr. 1.
- 2017: Bach: Goldberg-Variaties.
- 2019: Ravel: Miroirs, La Valse; Stravinsky: delen Petroesjka en De vuurvogel, bewerkt voor piano.
- 2021: Chopin: Etudes (Op. 25) en Scherzi.
- 2023: Clara & Robert Schumann: Piano Concertos (Beatrice Rana / Yannick Nézet-Séguin / Chamber Orchestra of Europe)
- 2024: Chopin, Beethoven: Sonatas - Funeral March, Hammerklavier
- 2025: Bach: Keyboard Concertos BWV 1052, 1053, 1054, 1056 (Beatrice Rana / Amsterdam Sinfonietta)

- Bibliothèque nationale de France: cb167707268 (data)
- CiNii: DA18510754
- Gemeinsame Normdatei: 1050274989
- International Standard Name Identifier: 0000 0004 2793 0785
- Library of Congress Control Number: no2015123497
- MusicBrainz: a7c82d26-e6bc-49d7-ab2b-eb6e84bf7a9f
- Istituto Centrale per il Catalogo Unico: LIGV049063
- Système universitaire de documentation: 193832208
- Virtual International Authority File: 306407435
- WorldCat: E39PBJtMqrpYjX7mt3fQ63t9Xd